# Protokoll (Diplomatik)
Als Protokoll oder Eingangsprotokoll wird in der Lehre von den Urkunden des Mittelalters und der Frühen Neuzeit (Diplomatik) der formelhafte einleitende Teil einer Urkunde bezeichnet.
Das Protokoll von Kaiser- und Königsurkunden enthält häufig eine Anrufung Gottes (Invocatio), teils mit Chrismon (symbolische Anrufung), Namen und Titel des Ausstellers (Intitulatio), oft in Verbindung mit einer Devotionsformel, sowie die Angabe des Empfängers (Inscriptio), oft verbunden mit einer Grußformel (Salutatio). Die Inscriptio kann zum Teil zugunsten der Promulgatio wegfallen.
Im Protokoll von Papsturkunden sind lediglich Intitulatio, Inscriptio und Salutatio enthalten.
Bei „Privaturkunden“ kann sich im Protokoll unmittelbar hinter der Invocatio auch eine Anfangsdatierung finden – meist in Notariatsinstrumenten, abhängig von regionalen Gewohnheiten –, vielfach steht die Datierung jedoch wie bei Königs-/Kaiser- und Papsturkunden im Eschatokoll.